# Respawn Entertainment
Respawn Entertainment — американская компания, специализирующаяся на разработке компьютерных игр, основанная двумя бывшими разработчиками Infinity Ward, президентом Джейсоном Уэстом (англ. Jason West) и генеральным менеджером Винсом Зэмпелла (англ. Vince Zampella).

## История
Компания была основана спустя месяц после мартовского конфликта 2010 года между Activision и Infinity Ward. Большое количество новых сотрудников новой компании составили бывшие коллеги основателей по студии Infinity Ward. К июню 2011 года в компании работало 40 бывших сотрудников Infinity Ward.
Первым проектом студии стал мультиплеерный шутер Titanfall, о котором стало известно за несколько дней до начала E3 2013 на основе информации о готовящемся журнале Game Informer, повествовавшем о первой игре от Respawn Entertainment. Демонстрация многопользовательского игрового процесса Titanfall прошла в ходе презентации EA на выставке E3 2013 10 июня 2013 года.
В начале марта 2013 года один из основателей студии Джейсон Уэст покинул компанию.
Сразу после выхода Titanfall в 2014 году студия начинает разработку его продолжения — Titanfall 2, которое вышло в 2016 году.
В июне 2014 года к Respawn Entertainment присоединился Стиг Асмуссен (англ. Stig Asmussen), бывший креативный директор игр серии God of War. Асмуссен занял в Respawn Entertainment должность гейм-директора для работы над неназванным проектом, не связанным с серией Titanfall. 4 мая 2016 года Асмуссен сообщил, что новым проектом Respawn Entertainment является игра во вселенной «Звёздных войн», название которой было озвучено на E3 2018 — Star Wars Jedi: Fallen Order.
9 ноября 2017 года студию приобрела Electronic Arts за $ 151 млн наличными и до $ 164 млн собственным капиталом. Приобретение было завершено 1 декабря 2017 года.
18 мая 2020 года был открыт офис студии в Ванкувере (Канада), в планах которой дальнейшая поддержка Apex Legends.

## Игры Respawn Entertainment
| Год  | Название                         | Платформы                                                                         | Игровой движок                             | Издатель        |
| ---- | -------------------------------- | --------------------------------------------------------------------------------- | ------------------------------------------ | --------------- |
| 2014 | Titanfall                        | Windows, Xbox 360, Xbox One                                                       | Source                                     | Electronic Arts |
| 2016 | Titanfall 2                      | Windows, Xbox One, PlayStation 4, PlayStation 5, Xbox Series X/S                  | Titanfall Engine (модифицированный Source) | Electronic Arts |
| 2019 | Apex Legends                     | Windows, Xbox One, Xbox Series X/S, PlayStation 4, PlayStation 5, Nintendo Switch | Titanfall Engine (модифицированный Source) | Electronic Arts |
| 2019 | Star Wars Jedi: Fallen Order     | Windows, Xbox One, Xbox Series X/S, PlayStation 4, PlayStation 5                  | Unreal Engine 4                            | Electronic Arts |
| 2020 | Medal of Honor: Above and Beyond | Windows (Oculus Rift, HTC Vive, Valve Index)                                      | Unreal Engine 4                            | Electronic Arts |
| 2023 | Star Wars Jedi: Survivor         | Windows, Xbox One, Xbox Series X/S, PlayStation 4, PlayStation 5                  | Unreal Engine 4                            | Electronic Arts |